# Спиридонова, Александра Спиридоновна
Алекса́ндра Спиридо́новна Спиридо́нова (1900—1966) — скотница-пастух молочного племенного совхоза «Торосово», Герой Социалистического Труда.
Родилась в крестьянской семье. Русская. С малых лет помогала родителям по хозяйству. Окончила только начальную школу. До 1940 года работала полеводом в колхозе «Красный Бор» (Порховский район).
Затем переехала в Вологодскую область, была плотогоном на лесосплаве. В годы Великой Отечественной войны стала санитаркой в военном госпитале в Вологде, затем в трудилась в совхозе «Молочное», куда был эвакуирован молочный скот из Ленинградской области. В 1944 году, после снятия блокады, вместе с ленинградцами перегоняла обратно гурты скота и осталась в совхозе «Торосово» Волосовского района.
С 1945 года работала пастухом-скотником совхоза «Торосово», ей доверили стадо в 300 голов. За сравнительно короткое время пребывания на пастбищах скот заметно поправился, надои пошли вверх. По продуктивности скота за пастбищный период торосовская ферма в первый же послевоенный год вышла на ведущее место в районе.
Постоянно искала новые пастбища, на себе доставляла соль, а то и воду, помогала дояркам выдаивать коров. Чтобы добиться более высоких показателей, она пасла скот не только днем, но и ночью. Ей были выделены дополнительные пастбищные угодья. В результате надои молока увеличились до 5000 килограммов молока.
Указом Президиума Верховного Совета СССР от 22 октября 1949 года за получение высокой продуктивности животноводства Спиридоновой Александре Спиридоновне присвоено звание Героя Социалистического Труда с вручением ордена Ленина и золотой медали «Серп и Молот».
Позднее перешла в доярки, добилась надоев до 6200 кг. Работала в совхозе до выхода на пенсию. Жила в деревне Торосово.
Награждена орденом Ленина, медалями, в том числе «За трудовую доблесть» и серебряными медалями ВДНХ.